# Danilo Lekić
Danilo Lekić »Španac« (1913. – 1986.) bio je crnogorski komunist, jedan od vođa ustanka u Srbiji i Narodnooslobodilačke borbe Jugoslavije, komandant Prve proleterske brigade i narodni heroj Jugoslavije.
Nakon rata bio je general-pukovnik Jugoslavenske narodne armije i diplomat SFRJ.

## Životopis
Rođen je 23. lipnja 1913. godine u selu Kraljima, nedaleko od Andrijevice u Crnoj Gori. Potječe iz učiteljske obitelji; njegov otac Blagoje bio je učitelj u Gornjem Polimlju. Osnovnu školu završio je u rodnom selu, a gimnaziju je pohađao u Podgorici, Beranama, Bitolju i Tetovu. Studirao je na Filozofskom fakultetu u Skoplju gdje je diplomirao 1936. godine.
Za vrijeme studija pridružio se revolucionarnom studentskom pokretu. Član Komunističke partije Jugoslavije postao je 1935. godine. Godine 1937. otišao je iz Beograda kao dragovoljac u Španjolsku, gdje se borio za snage Španjolske Republike do 1939. godine. Bio je zamjenik zapovjednika Baze internacionalnih brigada i zapovjednik Dočasničke škole. Na vlastiti zahtjev premješten je u postrojbu na bojište, gdje je služio kao politički komesar čete, zatim bataljuna, a na kraju i kao vršitelj dužnosti političkog komesara Petnaeste internacionalne brigade.
Nakon pada republikanskih snaga, od 1939. do 1941. godine bio je zatvoren u francuskim koncentracijskim logorima Saint Cyprien, Gurs i Vernet. Imao je ključnu ulogu u organiziranju povratka španjolskih dragovoljaca u Jugoslaviju. Po direktivi KPJ, kao sekretar partijske organizacije i vođa grupe, u svibnju 1941. poveo je prvu grupu u Njemačku na dobrovoljni rad. Nakon napada Trećeg Reicha na SSSR, 22. lipnja, grupa je na Lekićev prijedlog odlučila pobjeći i uspjela se sredinom srpnja prebaciti u Jugoslaviju.

### Drugi svjetski rat
U kolovozu 1941. godine imenovan je političkim komesarom Mačvanskog partizanskog odreda. Do ožujka 1942. borio se u Srbiji, sudjelujući u bitkama kod Šapca, na Ceru i u Prvoj ofenzivi.
U ožujku 1942. godine postao je zamjenik zapovjednika Prve proleterske udarne brigade, a od studenoga iste godine preuzeo je zapovjedništvo. Kao zapovjednik, vodio je brigadu u borbama za Jajce, Kotor Varoš, Teslić i druga mjesta u Bosni, krajem 1942. godine i početkom 1943. godine. S brigadom je sudjelovao u Četvrtoj i Petoj neprijateljskoj ofenzivi.
Tijekom bitke na Sutjesci, je 10. lipnja u ranim jutarnjim satima, nakon njegova govora, Prva proleterska brigada probila neprijateljski obruč i porazila borbenu grupu Höhne:
U srpnju 1943. godine Lekić je postavljen za zapovjednika Šesnaeste vojvođanske divizije. Pod njegovim vodstvom divizija je 1943. godine sudjelovala u borbama u istočnoj Bosni. U kolovozu i rujnu oslobodila je Bijeljinu, Vlasenicu, Caparde i Zvornik. U proljeće 1944. godine vodio je borbe na Majevici i sudjelovao u oslobođenju Kladnja.
Od 1. srpnja do sredine studenoga 1944. godine, Lekić je bio zapovjednik Dvanaestog korpusa NOVJ. S ovim korpusom vodio je borbe u istočnoj Bosni, Crnoj Gori i Srbiji, sudjelujući u oslobođenju Beograda, te bitkama kod Avale i Rušnja. Dvanaesti korpus je 22. listopada forsirao Savu i nastavio progon njemačkih i hrvatskih snaga kroz Srijem.
U prosincu 1944. godine, kao general-pukovnik Danilo je upućen u Višu vojnu akademiju "Vorošilov" u Moskvu.

### Poratna karijera
Nakon oslobođenja zemlje do 1957. obnašao je razne dužnosti u Jugoslavenskoj narodnoj armiji.
Od 1957. do 1969. godine bio je u diplomatskoj službi kao veleposlanik FNRJ u Brazilu, šef misije SFRJ u Ujedinjenim narodima, pomoćnik državnog tajnika za vanjske poslove i veleposlanik SFRJ u Egiptu.
Preminuo je 3. listopada 1986. godine.  Po osobnoj želji pokopan je u rodnome Kraljevu kod Andrijevice.

## Odlikovanja
Nosilac je Partizanske spomenice 1941. i inih jugoslavenskih odlikovanja. Ordenom narodnog heroja odlikovan je 20. prosinca 1951. godine.